# Hasan Fehmi Paixà
Hasan Fehmi Paşa (? - Edirne, 1910) fou un destacat home d'estat otomà turc, originari d'un lloc prop de Batum. Va fer estudis de dret i va ocupar diverses funcions administratives. Amb la instauració del règim constitucional fou elegit diputat per Istanbul (1 de març de 1877) i fou secretari de la cambra. El 12 de novembre de 1877 fou escollit altre cop diputat i el 31 de desembre va esdevenir president de la cambra. El 1878 fou nomenat ministre d'obres públiques per poc temps. El 1881 va arribar al rang de visir i fou nomenat ministre de Justícia. El 1885 fou enviat a Londres en missió diplomàtica i després va ocupar altres càrrecs. El 1908 els Joves Turcs el van considerar un dels seus, ja que mai havia estat un dels favorits del règim anterior tot i que hi havia ocupat nombrosos càrrecs. Fou dues vegades ministre de Justícia i un cop president del Consell d'Estat, i va esdevenir membre del senat.